# Cattedrale di Tromsø
La cattedrale di Tromsø (in lingua norvegese Tromsø domkirke) è la cattedrale di Tromsø in Norvegia, ed è un grande esempio di architettura neogotica. Questa chiesa è la cattedrale protestante più a nord al mondo, e l'unica cattedrale ad essere stata costruita interamente in legno in Norvegia.

## Storia
La prima chiesa di Tromsø è stata costruita nel 1252 dal re Haakon IV di Norvegia come cappella reale. Apparteneva, quindi, al re e non alla chiesa cattolica. Questa chiesa è citata più volte nel medioevo come "Santa Maria nei pressi dei pagani" (Sanctae Mariae iuxta Pagano).
Nel 1711 una nuova chiesa è stata costruita sul sito dell'attuale cattedrale. Quella chiesa è stata sostituita nel 1803 da un altro edificio, poi spostato fuori dalla città nel 1860 per far posto alla costruzione della cattedrale. La struttura è stata completata nel 1861, su progetto dell'architetto Christian Heinrich Grosch. Si trova nel centro della città di Tromsø (sull'isola di Tromsøya) in un sito dove con ogni probabilità c'è stata una chiesa dal XIII secolo. La cattedrale è stata consacrata il 1º dicembre 1861 ad opera del vescovo Carl Peter Essendrop. Nel 1862 il campanile è stato completato e la campane installate. Tutte le decorazioni interne non sono state completate fino al 1880.
La chiesa luterana più famosa a Tromsø è però una più recente (finita nel 1965) chiamata, impropriamente, la "cattedrale dell'Artico" da non confondere con questa.

## Galleria d'immagini

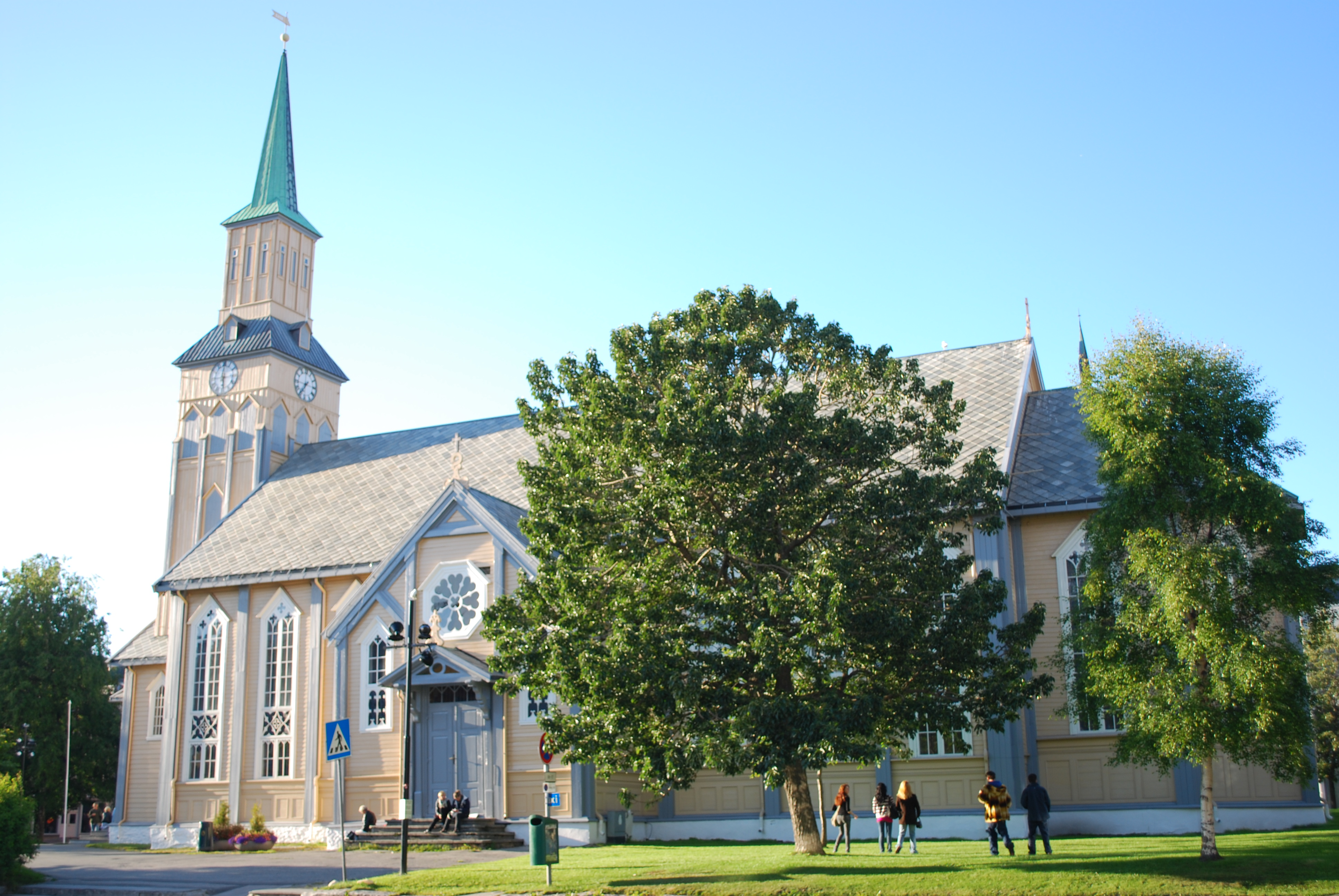
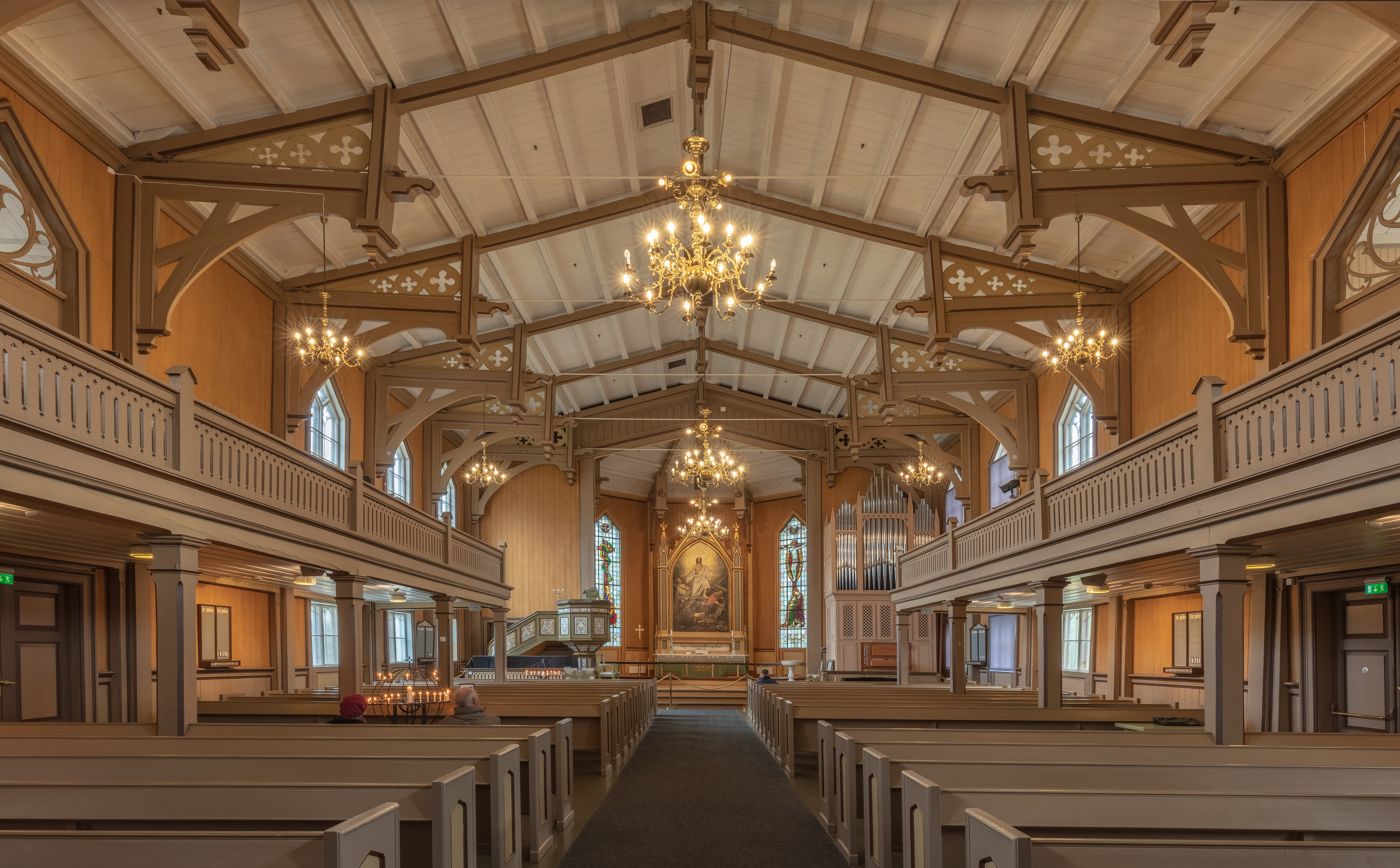
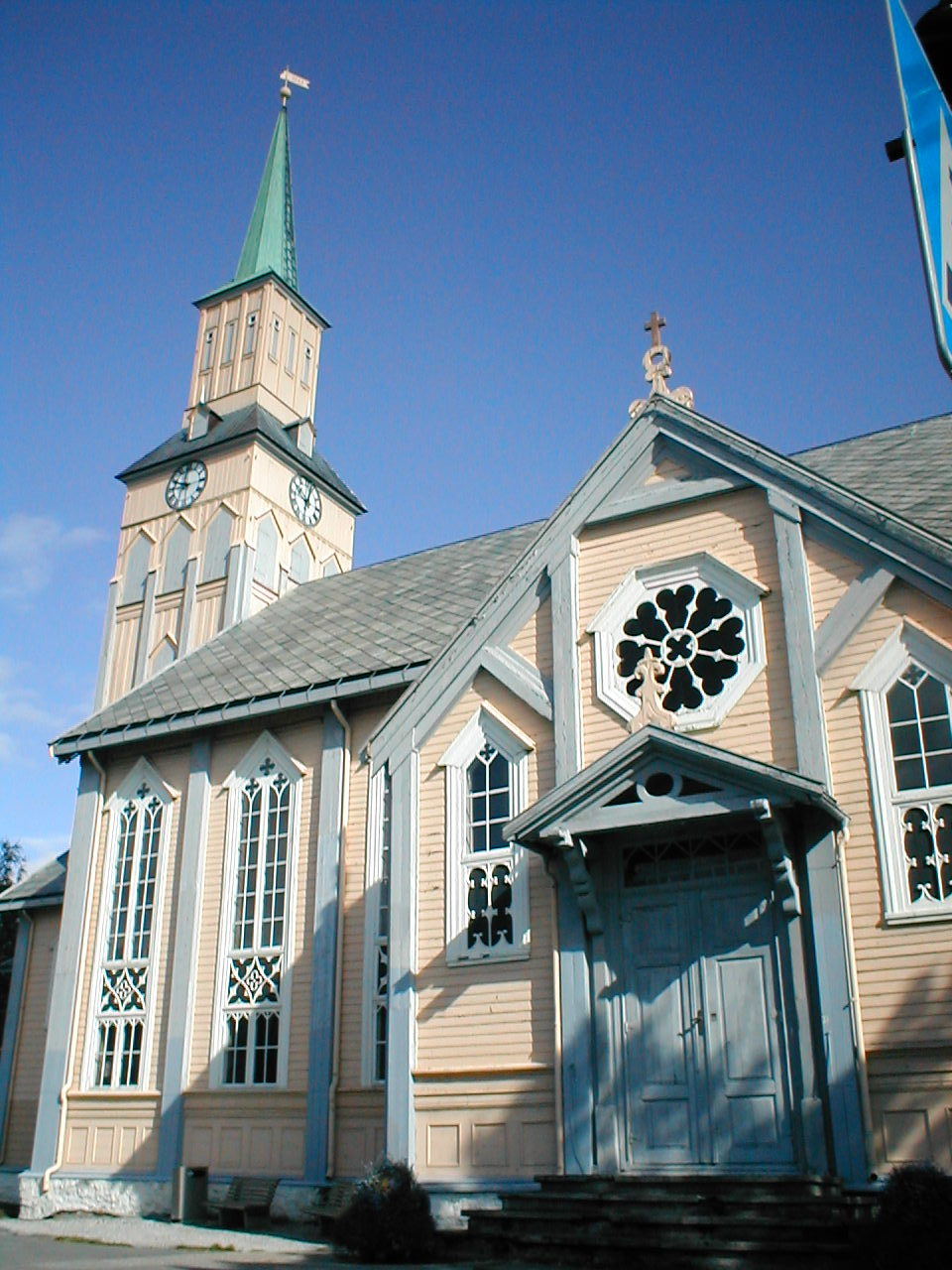
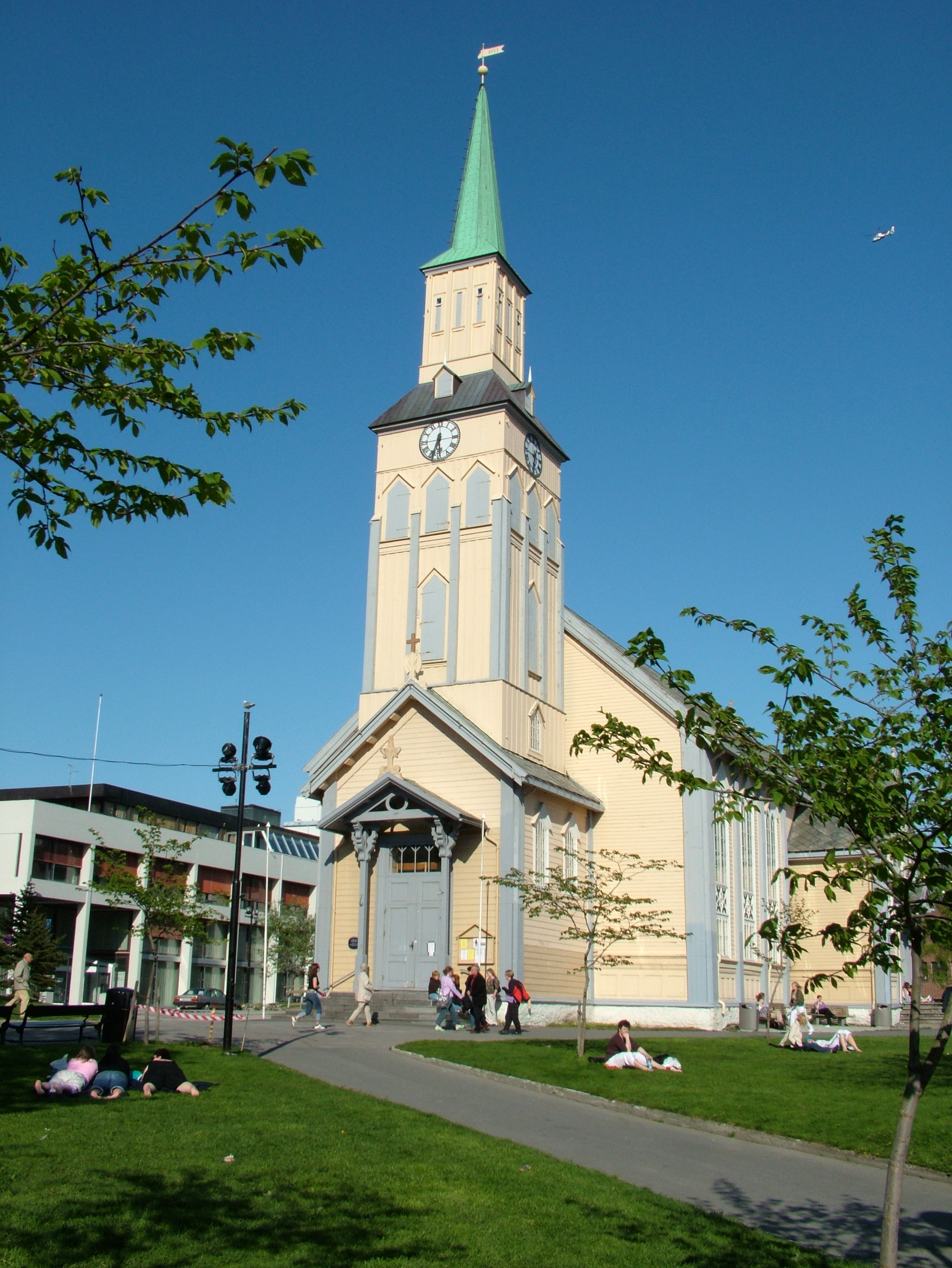